# 布茲凱 (沃茲涅先斯克區)
47°36′50″N 31°12′18″E / 47.61389°N 31.20500°E

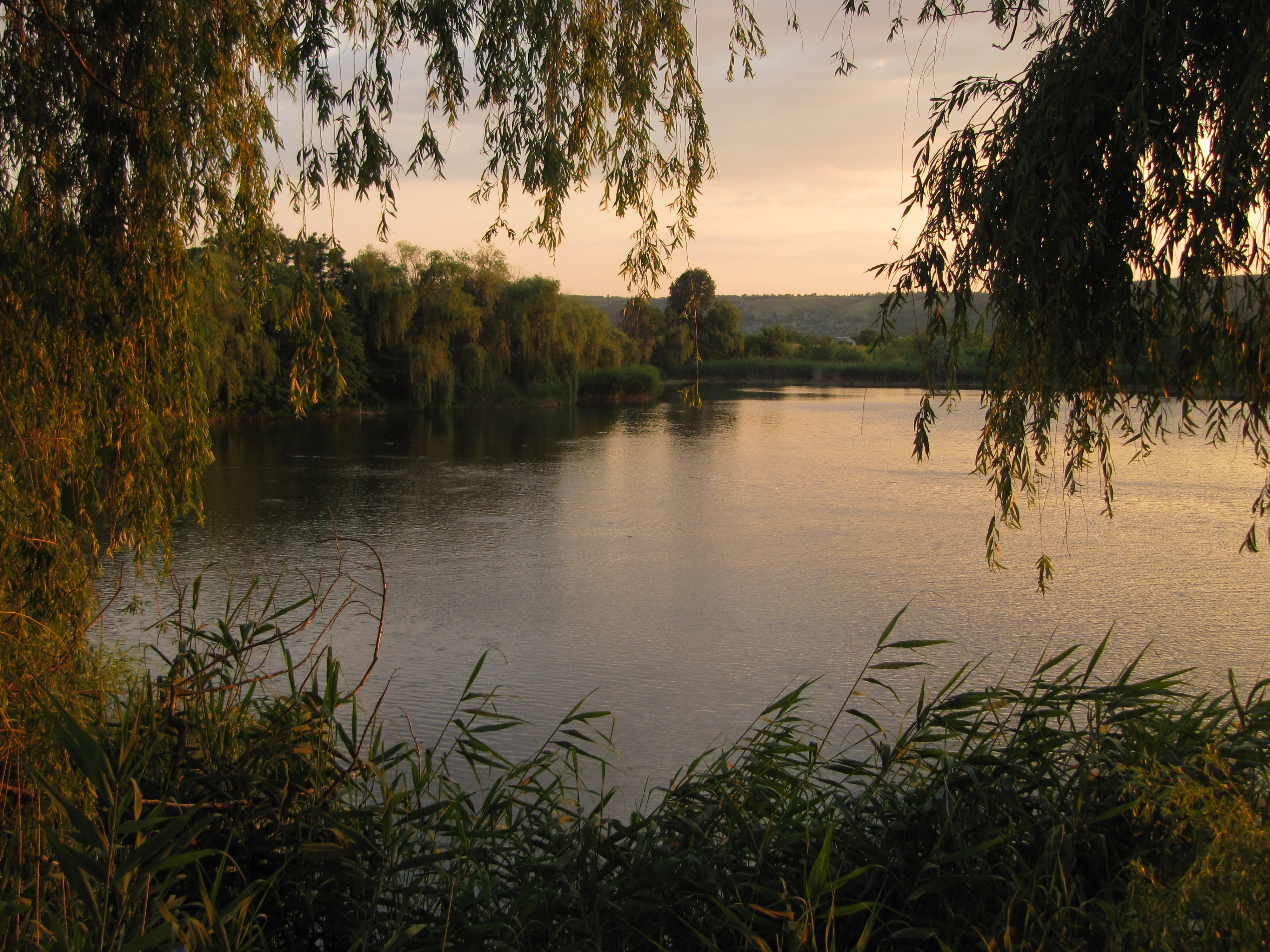
村内湖泊

布兹凯（烏克蘭語：Бузьке），是烏克蘭南部尼古拉耶夫州沃茲涅先斯克區布兹凯市镇内的村落及其行政中心。始建於1790年，面積3.77平方公里，海拔高度49米，2025年人口1,843，人口密度每平方公里541.9人。